# Mjølnir (Krater)
Mjølnir ist ein Einschlagkrater in der norwegischen Barentssee.
Der Durchmesser des Kraters beträgt 40 km, sein Alter wird auf 142 Millionen Jahre geschätzt. Von der Erdoberfläche aus ist die Einschlagstruktur nicht sichtbar.